# Diego Cuesta Silva
Diego Cuesta Silva (* 23. Januar 1963 in Buenos Aires) ist ein ehemaliger argentinischer Rugbyspieler. Er nahm 1987, 1991 und 1995 mit der argentinischen Rugby-Union-Nationalmannschaft an der Rugby-Union-Weltmeisterschaft teil.